# Calmann-Lévy
Pour les articles homonymes, voir Lévy.
Calmann-Lévy est une maison d'édition française fondée en 1836 par Michel (1821-1875) et Kalmus — dit « Calmann » — Lévy (1819-1891), de Phalsbourg en Moselle, sous la raison sociale « Michel Lévy frères », devenue « Calmann Lévy, Éditeur » après la mort de Michel en 1875, puis « Calmann-Lévy, Éditeurs » (avec l'ajout du trait d'union et du pluriel) en 1902.
Elle fait partie du groupe Hachette depuis 1993. 

## Histoire
En 1875, la maison d'édition est rebaptisée « Calmann Lévy, éditeurs », la succession de Michel Lévy est assurée par son frère, alors son principal associé, Kalmus dit Calmann Lévy, qui est un gestionnaire très avisé. La maison, toujours rue Auber, voit entrer au catalogue Anatole France et Pierre Loti, mais fait l'impasse sur les auteurs naturalistes. À la mort de Kalmus en 1891, il laisse un capital considérable, de près de 17 millions de francs-or. La succession est assurée par ses trois fils, Paul (1853-1901), Georges (1859-1937) et Gaston (1864-1948). Dans un premier temps, Paul relance en 1894 la Revue de Paris qui va alimenter le catalogue. Puis en 1898 il revend L'Univers illustré à Félix Juven. Les inclinaisons littéraires des trois frères, qui sont très proches du milieu monarchiste et assurés d'un confort financier, portent sur des auteurs établis, moins novateurs, et non sur l'avant-garde. Par exemple, ils éditent Les Plaisirs et les Jours (1896) de Marcel Proust remarquablement illustré par Madeleine Lemaire, mais pas À la recherche du temps perdu, ou bien René Bazin plutôt qu'André Gide. 
Toutefois, en février 1907, la maison se lance dans la publication de fascicules illustrés — dont la « Nouvelle Collection illustrée » —, des productions à prix bon-marché, à moins d'un franc le volume, suivant l'exemple de maisons concurrentes comme la librairie Arthème Fayard. Elle publie des autrices qui obtiennent par deux fois le prix Femina.
En 1928, est lancée la collection « Le Prisme » sous la direction de Marcel Thiébaut. La littérature étrangère est également présente à cette époque avec des auteurs comme Gorki, Pirandello ou D. H. Lawrence.
En 1938, Georges Calmann se retrouve seul aux commandes de la maison, assisté des deux fils de Gaston, Robert (1899-1982) et Pierre (1903-1981), et de Georges Propper (mort en 1942, il avait épousé Berthe, la fille de Calmann). Au cours des années 1930, la Revue de Paris est revendue, subissant les contrecoups de la crise économique. De nouvelles collections à bas prix voient le jour, exploitant les fonds publiés au siècle dernier comme la « Nouvelle Collection Michel-Lévy », et la « Collection Pourpre », en format poche relié, voit le jour en mars 1939, à la suite d'un partenariat avec Hachette.
Durant l'Occupation, Gaston est, en tant que juif et du fait des lois de Vichy, interné et, ses enfants et neveux rejoignent Londres. La société, aryanisée, est alors administrée par les Allemands édictant des ordonnances : le 22 janvier 1941, Léon Pioton est nommé à titre provisoire à sa tête, rejoint bientôt par Gaston Capy, qui est ensuite remplacé par Jean Flory. En juillet 1942, le sort de la maison est scellé : Henry Jamet, Albert Lejeune et René Lelief en deviennent propriétaires, et officialisent en janvier 1943 le changement de raison sociale en « Éditions Balzac ». Louis Thomas est nommé directeur littéraire. À la Libération, le 30 août 1944, la maison est placée sous l'administration provisoire de Léon Pioton. La vente effectuée sous l'Occupation est déclarée nulle le 14 novembre 1945 par le tribunal civil de la Seine.
Gaston Calmann-Lévy meurt le 28 juin 1948 et c'est le fils de Paul, Michel Calmann, qui va diriger la maison jusqu'en 1974, avec l'aide de ses oncles et cousins. Pierre et Robert Calmann-Lévy lui succèdent jusqu'en, respectivement, 1981 et 1982.
Après 1945, la maison doit se reconstruire, mais bénéficie de la richesse de son fonds. Elle déniche de nouveaux auteurs, comme Manès Sperber qui lance la collection « Traduit de », Raymond Aron, lequel devient conseiller et accroît encore la renommée de l'éditeur, lançant dès novembre 1947 la collection « Liberté de l’esprit ». Un mois plus tôt, la revue Critique dirigée par Georges Bataille venait chez Calmann-Lévy, et y poursuivit sa route jusqu'en 1950.
Fin 1961, le prix Renaudot est attribué à Les Blés de Roger Bordier.
Calmann-Lévy édite les prix Nobel de Littérature Claude Simon, Hermann Hesse ou encore les thrillers psychologiques de Patricia Highsmith.
En février 1985, Jean-Étienne Cohen-Seat, étranger à la famille, est nommé président et transforme la maison une société anonyme ; Cohen-Seat prend 39 % du capital, le reste est divisé entre les membres de la famille, représentés par Alain Oulman (mort en 1990), descendant des fondateurs, et nommé directeur-général. C'est Seat qui négocie, en novembre 1993, la prise de participation de Matra-Hachette qui prend 52 % du capital, devenant majoritaire et faisant perdre à la maison son indépendance, après 158 ans. La famille Calmann-Lévy (Éliane Calmann-Lévy, France Oulman, Nicolas Oulman et Alexandre Oulman) conserve alors encore 30,41 % des parts,.
En octobre 1996, Olivier Nora remplace Cohen-Seat à la présidence. Il est remplacé en décembre 1999 par Denis Bourgeois, jusqu'à lors directeur-général. En 2000, Jean-Étienne Cohen-Séat reprend la présidence. Il envisage un temps la fusion entre la maison et Stock. En juin 2002, les locaux historiques de la rue Auber sont vendus, la maison déménage au 31 rue de Fleurus.
En 2016, Philippe Robinet est nommé président-directeur général en remplacement de Florence Sultan, en poste depuis 2008.
En 2023, le prix Renaudot est attribué à Les Insolents de Ann Scott.

## Activités éditoriales
Calmann-Lévy est l'éditeur, entre autres auteurs, de Guillaume Musso, Pierre Lemaitre, Yann Queffélec, Laurent Gounelle, Marie-Bernadette Dupuy et Michael Connelly.
En 2021, Calmann-Lévy est le troisième éditeur français en termes de nombre de titres publiés (son chiffre d'affaires est fondu dans Hachette Livre, 1er groupe éditorial français).

## Identité graphique

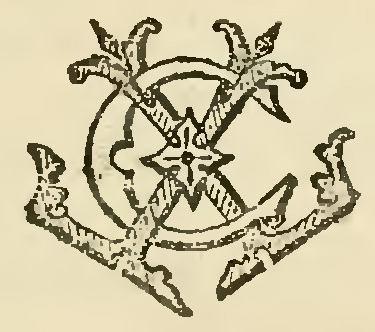
Marque vers 1888.
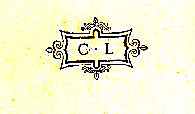
Marque des éditions Calmann-Lévy avant 1920.
Ancien logo des éditions Calmann-Lévy.
Logo actuel (depuis 2016).

## Principaux prix littéraires obtenus
- 2024 : À l'ombre des choses, Anatole Edouard Nicolo, Prix Envoyé par la poste[13]
- 2024 : L'Inconnue du portrait, Camille de Peretti, Prix Maison de la Presse[14]
- 2023 : Les Insolents, Ann Scott, Prix Renaudot[10]
- 2023 : Un monde de ciel et de terre, Aleksandar Hemon, Grand Prix de littérature américaine[15]
- 2021 : Guillaume Musso, Prix Raymond Chandler[16]
- 2020 : Avant la longue flamme rouge, Guillaume Sire, Prix Orange du Livre [17]
- 2019 : Un soleil sans espoir, Kent Anderson, Grand Prix de littérature policière [18]
- 2018 : Beau Ravage, Christopher Bollen, Prix Fitzgerald[19]
- 2015 : La Zone d’Intérêt, Martin Amis, Prix du meilleur livre étranger[20]
- 2013 : Tué à l’ennemi, Michel Laval, Prix de l’Académie Française[21]
- 2010 : Cadres Noirs, Pierre Lemaitre, Prix Le Point du polar européen[22]
- 2001 : L’Ecriture du désir, Belinda Cannone, Prix de l’Essai de l’Académie Française[21]
- 1998 : La Muse démocratique. Henry James ou les pouvoirs du roman, Mona Ozouf, Prix de l’Essai de l’Académie Française[21]
- 1990 : Les Frères Romance, de Jean Colombier, Prix Renaudot
- 1987 : L'Égal de Dieu, d'Alain Absire, Prix Femina
- 1978 : L'Herbe à brûler, de Conrad Detrez, Prix Renaudot
- 1973 : La Terrasse des Bernardini, de Suzanne Prou, Prix Renaudot
- 1961 : Les Blés, de Roger Bordier, Prix Renaudot
- 1928 : Georgette Garou, de Dominique Dunois, Prix Femina
- 1916 : L'Appel du sol, Adrien Bertrand, (prix 1914, rétroactif) Prix Goncourt[23]
- 1913 : Le Peuple de la mer, Marc Elder, Prix Goncourt[23]
- 1907 : Princesses de science, de Colette Yver, Prix La Vie Heureuse
- 1904 : La Conquête de Jérusalem, de Myriam Harry, Prix La Vie Heureuse